# María Guadalupe
María Guadalupe é uma telenovela mexicana, produzida pela Televisa e exibida em 1960 pelo Telesistema Mexicano.

## Elenco
- Luz María Aguilar .... María Guadalupe
- Guillermo Murray
- Alejandro Ciangherotti
- Judy Ponte
- Antonio de Hud